# Arsak I.
Arsak I. Partski (perzijsko اشکان‎, Aškan, grško Ἀρσάκης Arsákes), ustanovitelj Arsakidske dinastije, po katerem se je uradno imenovalo vseh več kot trideset monarhov Arsakidskega cesarstva. Datuma rojstva in smrti nista znana tako kot ni znano niti njegovo pravo ime.     
Podatki o Arsaku I. izhajajo izključno iz kasnejših grških in latinskih zapisov arsakidskih legend. Po njem se imenuje mesto Aškabad.
Okoliščine, v katerih je Arsak prišel na oblast, so v primerjavi z drugimi podatki relativno dobro poznane. Okoli leta 250 pr. n. št. je guverner selevkidske satrapije Partije Andragor razglasil svojo neodvisnost od selevkidskih monarhov in svoj governorat pretvoril v neodvisno kraljestvo. Približno v istem času so Arsaka, ki je bil skitskega ali baktrijskega porekla ali celo baktrijski knez, izvolili za poglavarja vzhodnoiranskega plemena Parni. Arsak je na čelu svojega plemena osvojil Astaveno (ali Astabeno), se pravi severno Partijo. Andragor je bil med poskusom osvojitve izgubljenega ozemlja ubit in Parni so po njegovi smrti zasedli še preostali del Partije. Povračilni pohod Selevkidov pod poveljstvom Selevka II. Kalinika ni uspel. Parni so vladali v Partiji vse do leta 209 pr. n. št., ko jo je moral Arsak II. prepustiti Antiohu III., Arsakidi pa so za naslednjih 25 let postali njegovi vazali.
Arsakova nasledstvena linija je zelo nejasna, ker so vsi njegovi nasledniki privzeli tudi njegovo ime in jih je zato težko razlikovati. Iz legend in sekundarnih virov je razvidno, da je vsaj od  leta 246 pr. n. št. dalje Arsakov brat Tiridat ali vladal v Arsakovem imenu ali pa skupaj z njim.  Po letu 211 pr. n. št., ko se je na kovancih pojavil nek drug Arsak, je kot Arsak II. morda vladal njegov brat ali sin ali celo nečak.  Možno je tudi, da je Arsaka ubil na primer njegov brat Tiridat, kot trdi Arijan iz Nikomedije.
Arsak je koval svoj denar od srebrnih drahem do bakrenih dihaklojev. Vse izdaje kovancev so podobne selevkidskim kovancem iz istega obdobja, čeprav je njihovo okrasje značilno drugačno. Najpogostejši napis na kovancih je  ΑΡΣΑΚΟΥ ΑΥΤΟΚΡΑΤΟΡΟΣ [ARSAKOI AUTOKRATOROS], se pravi Arsak avtokrat, čeprav je tudi veliko drugačnih.